# Ralph Dumke
Ralph Dumke, né à South Bend, Indiana (États-Unis) le 25 juillet 1899, et mort à Los Angeles le 4 janvier 1964, est un acteur américain.

## Filmographie partielle
- 1949 : Les Fous du roi (All the King's Men) de Robert Rossen
- 1950 : Voyage sans retour (Where Danger Lives) de John Farrow
- 1950 : Le Mystère de la plage perdue (Mystery Street) de John Sturges
- 1950 : Les Rois de la piste (The Fireball) de Tay Garnett
- 1950 : Trafic en haute mer (The Breaking Point) de Michael Curtiz
- 1951 : L'Amant de Lady Loverly (The Law and the Lady) d'Edwin H. Knopf
- 1952 : L'Homme à la carabine (Carbine Williams) de Richard Thorpe
- 1952 : Holiday for Sinners de Gerald Mayer
- 1952 : La Madone du désir (The San Francisco Story) de Robert Parrish
- 1952 : Maître après le diable (Hurricane Smith) de Jerry Hopper
- 1952 : Vocation secrète (Boots Malone) de William Dieterle
- 1953 : Lili de Charles Walters
- 1953 : Le Gentilhomme de la Louisiane (The Mississippi Gambler) de Rudolph Maté
- 1953 : La Dernière Minute (Count the Hours) de Don Siegel
- 1953 : Le Général invincible (The President's Lady) de Henry Levin
- 1954 : Belle mais dangereuse (She Couldn't Say No) de Lloyd Bacon
- 1954 : La Ruée sanglante de Phil Karlson
- 1955 : Les Îles de l'enfer (Hell's Island) de Phil Karlson
- 1956 : L'Invasion des profanateurs de sépultures (Invasion of the Body Snatchers) de Don Siegel
- 1956 : Une Cadillac en or massif (The Solid Gold Cadillac) de Richard Quine
- 1956 : Son ange gardien (Forever, Darling) d'Alexander Hall
- 1957 : Amour frénétique (Loving You) de Hal Kanter